# Pentateuco samaritano

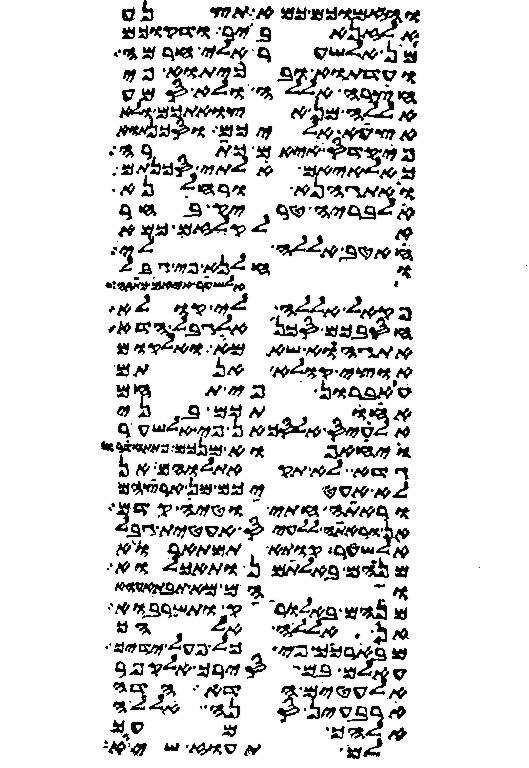
Pentateuco samaritano di Nablus

I giudei samaritani dispongono di una propria versione della Torah e del Libro di Giosuè che si sono fissate a partire dal IV secolo a.C. Ritengono che solo i "libri scritti da Mosè" (il Pentateuco) siano ispirati, rigettando Profeti e Scritti. Non si tratta di una traduzione essendo il testo in ebraico, seppure scritto in alfabeto samaritano, simile all'alfabeto fenicio (e ancor più all'alfabeto paleo-ebraico) e diverso dalla normale scrittura quadrata ebraica, derivata dall'alfabeto assiro e adottata dagli ebrei dopo l'esilio. 
I testimoni più antichi datano al XIII secolo. In particolare, sono tre le copie antiche a noi pervenute, datate 1212 (conservata a Manchester) e 1232 (New York). La terza copia, conservata nella sinagoga samaritana di Nablus, è dai samaritani ritenuta opera di Aronne, fratello di Mosè, risalente dunque al XII secolo a.C. Studi paleografici hanno invece mostrato la sua origine al XIII secolo d.C. [Senza fonte]

## Differenze col testo masoretico
Sono circa 6.000 le varianti riscontrabili tra il testo masoretico e quello samaritano. Tali alterazioni sono dovute:
- a volontarie modifiche per armonizzare racconti simili, per esempio nei racconti paralleli di Es 20 e Dt 5. Ancora, in Es 12,40 ebraico il soggiorno in Egitto dura 430 anni, il testo samaritano armonizza dicendo “in Egitto e nella terra di Canaan”;

- ad aggiunte esplicative del testo, per esempio in Gn 7,3 la versione samaritana: "gli uccelli del cielo sono limpidi";

- a correzioni volontarie per rendere meglio testi oscuri, per esempio il difficile ebraico di Gn 49,10 ("non sarà tolto lo scettro dai suoi piedi”) viene corretto in “non sarà tolto lo scettro dai suoi padroni";

- a modifiche armonizzanti con la fede samaritana, per esempio il monte Ebal di Dt 27,4 diventa il monte Garizim, sacro per i samaritani.

In circa 2.000 casi, fra i 6.000 in cui vi è discordanza tra testo masoretico e testo samaritano, la traduzione greca della Septuaginta segue il testo samaritano.